# Tratado de Lagos
O Tratado de Lagos, assinado em Maio de 1975 em Lagos, no estado de Lagos, Nigéria, estabeleceu a Comunidade Económica dos Estados da África Ocidental (ECOWAS) com o objectivo de promover o comércio regional, a cooperação e o desenvolvimento na região. Cabo Verde juntou-se à organização em 1976 e a Mauritânia desligou-se em 2002.
O tratado da ECOWAS foi revisto e assinado em julho de 1993, de forma a acelerar a integração económica e aumentar a cooperação na esfera política, incluindo o estabelecimento dum parlamento oeste-africano, um conselho económico e social e um novo tribunal para assegurar a execução das decisões da Comunidade. Este novo tratado dá formalmente à Comunidade a responsabilidade de evitar e resolver conflitos na região.
Sete países desta região organizaram-se igualmente numa União Económica e Monetária, com a sigla que partilham a mesma moeda, o Franco CFA. Atualmente a Comunidade Económica dos Estados da África Ocidental pertence à União Africana.